# Plácido Donato
Plácido Donato (Quilmes, Buenos Aires, 1934 - ídem, 7 de julio de 2016) fue un escritor argentino, poeta, periodista, guionista y dramaturgo que además siguió la carrera policial y tuvo cargos jerárquicos en la Policía Federal.

## Actividad profesional
Desde muy chico le gustaba la escritura y él mismo recuerda cuando sorprendió a maestros, padres y compañeros con una composición sobre el significado de la poesía. En 1953 ingresó como cadete en la Escuela de Policía, donde, según sus palabras, encontró “un mundo alucinante, nada presagiado, definitorio, en relación con los demás y la literatura”.
Su larga actuación como policía -Donato era comisario retirado- le facilitó la acción autoral, con inolvidables ciclos como Jaque a la policía, que durante más de una década se difundió por Radio Nacional.
Escribió numerosos guiones de radio, televisión y cine, así como cuentos y varias obras teatrales e incursionó en la poesía. Ejerció el periodismo y fue director de las revistas Mundo Policial y El Círculo. También tuvo actividad en la Sociedad Argentina de Autores (Argentores) y ejerció su presidencia. Entre otras distinciones recibió la de Ciudadano Ilustre de Quilmes en 2009 y el premio Alberto Olmedo, de la Confederación de Sindical de Trabajadores de los Medios de Comunicación Social de la Argentina (COSITMECOS).
Entre sus obras teatrales se cuentan Fantasmas en los leños, El Sello Azul y Un sabueso sin olfato, y le pertenece el libro de poesía De intemperies y poesía. Escribió asimismo el libro de memorias Memorias de un comisario.
Falleció el 7 de julio de 2016 y a esa fecha era el Presidente de la Junta Fiscalizadora de Argentores.

## Donato y la ficción
En 1976 el escritor y dramaturgo Marco Denevi y Plácido Donato comenzaron a escribir los libretos para un ciclo de televisión de género policial cuyo protagonista era el Inspector Baigorri y la acción transcurría en la década de 1930. En cada episodio de una hora y media se planteaba y resolvía un enigma policial. Al comienzo Donato proveía material tomado de crónicas policiales y Denevi escribía los libretos, pero, cuando tras dieciséis episodios se cansó del ritmo impuesto por la producción, fue reemplazado por la escritora María Angélica Bosco y el propio Donato. Más adelante también colaboraron a escondidas dramaturgos prohibidos por la dictadura surgida del golpe de Estado de 1976, como Ricardo Halac, Roberto Cossa y Osvaldo Dragún. El programa se emitió entre julio de 1976 y octubre de 1978, protagonizado por el actor José Slavin, que, al fallecer a fines de 1977, fue reemplazado por Ignacio Quirós.
Otros ciclos exitosos de su autoría fueron Libertad condicionada, con Camila Perissé, y Jaque al delito, con María Aurelia Bisutti, Leonor Benedetto, Leonor Manso, Osvaldo Terranova, Alberto Argibay, Pepe Novoa y Claudio Levrino. En 1988 también coescribió junto al periodista Carlos Alberto Aguilar —quién también era el director y productor— el guion del telefilm policial Brigada Fuego (también llamado Mision Comando) protagonizado por Rodolfo Bebán, Arturo Maly, Juan Carlos Dual, Selva Alemán y Marita Ballesteros.

## Estilo
Se ha escrito que “Donato utiliza el cuento para expresar su peculiar sentido de la fatalidad y los hilos cambiantes que mueven el camino de un hombre frente a situaciones límite, como el delito, la muerte y la esperanza…Donato centra sus baterías para demostrar que el policía es un entomólogo, un paciente buscador de miserias y limitaciones”.

## Televisión
- División Homicidios. CANAL 9. Con José Slavin y elenco rotativo (1976 a 1979)
- Jaque al delito. CANAL 7. Con María Aurelia Bisutti, Leonor Benedetto, Leonor Manso, Osvaldo Terranova, Alberto Argibay, Pepe Novoa, Claudio Levrino y elenco rotativo. Dirección: Fernando Heredia (1978)
- Irina, la muerte y el mar. Canal 7. Con Olga Zubarry, José María Gutiérrez y elenco. Dirección: Fernando Heredia (1978)
- Crimen en la casa de las piedras. Canal 7. Con Olga Zubarry, Ana María Picchio, José María Gutiérrez y Fernando Labat. Dirección: Fernando Heredia (1978)
- Muerte de un Policía. Canal 7. Con Miguel Ángel Solá, Pepe Novoa y Laura Bove. Dirección: Fernando Heredia (1979)
- Esta puede ser su historia. Canal 13. Con Luis Medina Castro, Claudio Levrino, Elcira Olivera Garcés, Elena Sedova, Emilio Comte, Eduardo Rudy, Daniel Miglioranza, Ricardo Darín, Cristina Del Valle, Silvia Merlino y elenco (Ciclo unitario cuya emisión duró todo el año) (1979)
- Vivir es maravilloso Canal 13. Con Miguel Ángel Solá, Silvia Montanari, Fernando Siro, Julia Sandoval, Rita Terranova y elenco (Tira diaria humorística) (1980)
- Buenos Aires... Mi ciudad.... Canal 7. Con Virginia Luque, Enrique Fava, Roberto Goyeneche, Edmundo Rivero, Horacio Ferrer, Alberto Marino y elenco. (Espectacular histórico musical con motivo de los 400 años de la Ciudad de Buenos Aires) (1980)
- El Francotirador. Canal 11. Con Germán Kraus, Enrique Liporace, Ana María Cores, Eduardo Rozas y elenco. Dirección: Francisco Guerrero. 1982 -
- Libertad condicionada. Canal 9. Con Susana Campos y Juan Carlos Dual. (Tira diaria que escribió hasta el Capítulo 30, continuando con otro autor) (1986)
- ¿Quién es el asesino?. Canal 11. Con Luisa Kuliok y Alfonso De Grazia. Dirección: Francisco Guerrero. (1987)
- Veredicto final. Canal 11 de Puerto Rico. Dirección: Martín Clutet. (1989)
- Departamento de Policía. América TV. Conducción: Carlos Juvenal. Investigación histórica: Plácido Donato. (1992)
- ¿Quién es el asesino? Canal 14 de Santo Domingo. Dirección: Martín Clutet (2001)
- Ciclo 5º Mandamiento. América TV. Asesoría literaria. (2004)
- La Casa de Mármol (Hiedra) en el Ciclo 5º Mandamiento. América TV. (2004)

## Filmografía
Guionista
- Comisario Ferro (1999) (no acreditado)
- Brigada Fuego (1988) (telefilm)
- Las esclavas (1987)
- Alerta en azul (1980) (cortometraje)
- Contragolpe (1979)

Intérprete
- Radioteatro, una pasión de multitudes (cortometraje) (2000) Hace de él mismo.